# Георги Костов (поборник)
Вижте пояснителната страница за други личности с името Георги Костов.
Георги Костов е роден в село Копривщица около 1851 г. Взима дейно участие в поготовната на въстанието, като внася в касата на Революционния комитет десет бели меджидиета, които да бъдат употребени за доставка на муниции и продоволствие. С оръжие в ръка е зачислен в четата на хилядника Найден Попстоянов. С бойците на тази чета е изпратен да повдигне духа и подпомогне въстанието в съседното село Стрелча. Този поход е осъществен по препоръка на Тодор Каблешков на 22 април 1876 г. Води сражение с обсадените в джамията турци и с прииждащите отвън подкрепления на противника. След претърпяния неуспех на операцията заедно с другите въстаници, разбитата чета се изтегля към горите и Копривщица, откъдето участва в отбраната на селото до разгрома на въстанието на 1 май 1876 г.
След края на тези събития Георги Костов е заловен от турците и прекарва в затвор три месеца, след което е освободен поради недоказаните обвинения за участието му в бунта. След Освобождението се преселва да живее в Кнежа, където се занимава с кръчмарство и почива в годините след 1911 г.